# Janez Nepomuk Mikolitsch
Janez Nepomuk Mikolitsch, ljubljanski župan v 18. stoletju.
Mikolitsch je v Ljubljani županoval leta 1774.